# Cratystylis centralis
Cratystylis centralis là một loài thực vật có hoa trong họ Cúc. Loài này được Albr. & Paul G.Wilson mô tả khoa học đầu tiên năm 2002.